# Eupithecia dryinombra
Eupithecia dryinombra es una especie de polilla de la familia Geometridae, llamada localmente como polilla Wailuku, originaria de las islas de Hawái. La especie fue descrita por primera vez por Edward Meyrick habiendo sido descrita en 1899. Un sintipo, un espécimen macho adulto, fue recolectado a una altitud de 4000 metros (13 123,4 pies) sobre el nivel del mar en el sector Olaa de la isla de Molokai. La polilla nunca ha sido registrada desde 1911-1912 y probablemente esté extinta.

## Descripción
Es una polilla pequeña con una envergadura de 21 a 24 milímetros (0,8 a 0,9 plg). La cabeza, tórax y abdomen son de color verde amarillento claro opaco, la cara con dos puntos negros delante de las antenas, con el cuello manchado de negruzco, y el tórax con una banda transversal de matiz negruzco, el abdomen con una banda subbasal negruzca interrumpida y series laterales de puntos negros. 
Las alas anteriores son bastante alargadas y triangulares, con términos ligeramente sinuosos debajo del ápice, muy oblicuamente arqueados. Se ve de color verde amarillento claro opaco, con numerosas estrías negruzcas. Los bordes de la banda mediana cuenta con marcas más negruzcas, el segmento posterior con bordes blanquecinos, redondeados y prominentes debajo de la costa y en el medio del ala. Tiene un pequeño punto discal negruzco indistinto, oscurecido por las estrías. La línea subterminal es pálida, precedida por una doble mancha negruzca teñida encima del medio, encima y debajo de la cual hay parches claros. Las alas traseras cuentan con términos redondeados, ondulados. El color y sus marcas son similares a las alas anteriores.

## Hábitat
Se ha descrito una oruga sobre una hoja de Sideroxylon en la isla de Oahu. Es el único registro de planta alimenticia para esta polilla verdosa. La especie habitaba la selva tropical nativa en la isla de Moloka'i, un hábitat que ahora está muy degradado por los mamíferos herbívoros introducidos. Un reporte en 2004 le ubica en la reserva natural "Waiäkea 1942 Lava Flow Natural Area Reserve" en Hilo (Hawái).